# Ryūichi Sakamoto
Ryūichi Sakamoto (japonès: 坂本龍一)  (Nakano, 17 de gener de 1952 - Tòquio, 28 de març de 2023) fou un músic, compositor i actor japonès, conegut sobretot pel seu vessant musical per les seues bandes sonores. Sakamoto, amb els seus companys de banda Haruomi Hosono i Yukihiro Takahashi, va influir i va ser pioner en diversos gèneres de música electrònica. El 1980 va publicar l'àlbum B-2 Unit que contenia la peça "Riot in Lagos", que va ser significativa en el desenvolupament de la música electro i el hip-hop. El seu treball més reeixit com a compositor de música per al cinema va ser la creació de la banda sonora per a L'últim emperador (1987) de Bernardo Bertolucci.

## Biografia
Ryūichi Sakamoto va entrar a la Universitat Nacional de Belles Arts i Música de Tòquio el 1970. Va titular-se en composició musical i va fer un màster d'Art especialitzant-se en música electrònica i música ètnica. Va estudiar etnomusicologia amb la intenció d'esdevenir un investigador, seguint el seu interès per la diversitat de músiques del món, particularment de la música tradicional del Japó (especialment la d'Okinawa), de l'Índia i d'Àfrica.
També es va formar en música clàssica i va començar a experimentar amb els instruments de música electrònica disponibles a la universitat, incloent-hi sintetitzadors com el Buchla, el Moog i instruments ARP. Una de les influències clàssiques de Sakamoto va ser Claude Debussy, que va descriure com el seu «heroi» i va afirmar que «la música asiàtica va influir fortament sobre Debussy, i Debussy em va influir fortament. Així, doncs, la música fa la volta al món i completa el cercle».
El 1975, Sakamoto va col·laborar amb el percussionista Tsuchitori Toshiyuki per llançar el disc Disappointment-Hateruma. Sakamoto saltà a la fama com a membre de la banda japonesa Yellow Magic Orchestra (YMO) amb els cofundadors Haruomi Hosono i Yukihiro Takahashi. Aquest grup és conegut per la seva influència en el desenvolupament de la música electrònica, desenvolupant gèneres de música electrònica com l'electropop, el technopop, synthpop, cyberpunk, ambient house i, en general, la música electrònica. Les creacions del grup han tingut una influència duradora en diversos gèneres, que van des del hip hop i la música techno, a l'acid house i la música melòdica en general.
Ha col·laborat en molts dels discos de David Sylvian. Aparegué com a actor juntament amb David Bowie en la pel·lícula Bon Nadal, Mr. Lawrence (1983 Nagisa Oshima), a més d'escriure la seua banda sonora.
Guanyà un Oscar a la millor banda sonora el 1987 per la seua composició per a L'últim emperador (1987 Bernardo Bertolucci). Com a compositor de música per al cinema, Sakamoto ha guanyat un Oscar, un BAFTA, un Grammy, i 2 premis Globus d'Or.
El 1992 Sakamoto compongué la música per a l'obertura dels Jocs Olímpics de Barcelona 1992.
El 2004 compongué dues cançons en exclusiva per al videojoc Seven Samurai 20XX de la Playstation 2, basat en la cèlebre pel·lícula Shichinin no Samurai.
És també conegut per ser contrari a les lleis de copyright, ja que considera que estan obsoletes en l'era de la informació.
Actualment Sakamoto és fundador i col·laborador d'Ap bank.
La cantant Utada Hikaru, una popular artista del Japó, interpretà una cançó anomenada Merry Christmas Mr. Lawrence - FYI. Cançó dedicada a Ryuichi Sakamoto usant com a base la música de la banda sonora de Bon Nadal Mr. Lawrence.
El 2009 va ser guardonat amb l'Ordre des Arts et des Lettres del Ministeri de Cultura de França per les seves contribucions a la música.
El 2021 va comunicar que patia un càncer colorectal i es va veure obligat a cancel·lar alguns compromisos per la seva malaltia, si bé va continuar treballant. Ja havia patit el 2014 un càncer de gola, però es va curar després d’un llarg tractament.

## Discografia seleccionada

### En solitari
- Thousand Knives (1978)
- Summer Nerves (1979)
- B2-Unit (1980)
- Left-Handed Dream (1981)
- Illustrated Musical Encyclopedia (1984)
- Esperanto (1985)
- Futurista (1986)
- Coda (1986)
- Neo Geo (1987)
- Tokyo Joe (1988)
- Beauty (1990)
- Heartbeat (1991)
- Sweet Revenge (1994)
- Smoochy (1995). Rellançat el 1997 amb participació de la cantautora Soraya.
- 1996 (1996)
- Discord (1997)
- BTTB (1998)
- Cinemage (1999)
- Intimate (1999, amb Keizo Inoue)
- L I F E (2000)
- Zero Landmine (2001)
- Cómica (2002)
- Elephantism (2002)
- Love (2003)
- Vrioon (2003, amb Alva Noto)
- World Citizen (2003, amb David Sylvian)
- Derrida (2003)
- Chasm (2004)
- Moto.tronic (2003, Recopilatori de cançons entre 1983 i 2003)
- Insen (2005, amb Alva Noto)
- Sala Santa Cecilia (2005, amb Fennesz)
- Cantus omnibus unus (2005)
- Bricolages (2006)
- Cendre (2007, amb Fennesz)
- Seda (2008, col·labora amb Carlos Núñez)
- Out of Noise (2009)